# Kahel-e Sofla
Kahel-e Sofla (pers. ‏كهل سفلي‎) – wieś w Iranie, w ostanie Azerbejdżan Zachodni, w szahrestanie Szahin Deż. W 2006 roku liczyła 96 mieszkańców.